# Granulhepomidion granulipenne
Granulhepomidion granulipenne är en skalbaggsart som först beskrevs av Stefan von Breuning 1953.  Granulhepomidion granulipenne ingår i släktet Granulhepomidion och familjen långhorningar. Inga underarter finns listade i Catalogue of Life.